# Comune di Purhus
Purhus, fino al 1º gennaio 2007 è stato un comune danese situato contea di Århus, il comune aveva una popolazione di 8 547 abitanti (2005) e una superficie di 169 km². Capoluogo era la cittadina di Fårup.
Dal 1º gennaio 2007, con l'entrata in vigore della riforma amministrativa, il comune è stato soppresso e accorpato, insieme ai comuni di Nørhald e una parte dei territori comunali di Langå, Sønderhald e Mariager al riformato comune di Randers.